# クリスティアン・ヴィルト

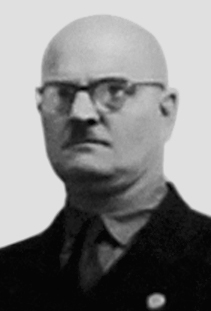
クリスティアン・ヴィルト

クリスティアン・ヴィルト (Christian Wirth、1885年11月24日 - 1944年5月26日）は、ナチス・ドイツの親衛隊（SS）将校。最終階級は親衛隊少佐（SS-Sturmbannführer）。第二次世界大戦中、ラインハルト作戦に基づきポーランドにおかれたユダヤ人三大絶滅収容所総監をつとめ、ユダヤ人虐殺（ホロコースト）に深く関与した人物。

## 経歴
ヴュルテンベルクのオーバーベルツハイム出身。帝政時代のドイツで警察官をしていたが、第一次世界大戦がはじまると西部戦線に出征した。戦後、シュトゥットガルトにおいて再び警察官となった。当時から残忍かつ強引な捜査で知られていたという。1931年に国家社会主義ドイツ労働者党（ナチス党）に入党している（党員番号420.383）。1933年に突撃隊（SA）に入隊。1937年にはラインハルト・ハイドリヒ指揮下のSDに配属され、1939年から親衛隊（SS）に入隊した（隊員番号345,464）。1939年に刑事警察（クリポ）に配属され、シュトゥットガルトの刑事警察長官に就任する。
その後、グラーフェネックやブランデンブルクへ派遣されてユダヤ人や障害者など「生きるに値しない命」を安楽死させる計画に携わった（T4作戦）。ヴィクトール・ブラック（de:Viktor Brack）の技術面の片腕であった
「ラインハルト作戦」（ポーランド・ユダヤ人の移送・絶滅計画。ラインハルト・ハイドリヒの暗殺後にこう命名された。）の執行者にポーランド・ルブリン地区の親衛隊及び警察指導者オディロ・グロボクニクが任命されると、グロボクニクはブラック以下92人の安楽死計画メンバーを招集した。この中にヴィルトもいた。
ヴィルトは1941年12月にオディロ・グロボクニクから完成したばかりのベウジェツ強制収容所の所長に命じられた。1942年3月にはソビボル強制収容所建設工事の監督にもあたっている。さらに1942年8月には「ラインハルト作戦」により三大絶滅収容所と指定されたベウジェツ、ソビボル、トレブリンカ強制収容所の総監職を命じられた。彼の監督下で三大絶滅収容所は大量のユダヤ人やロマをガス殺していった。アウシュヴィッツ＝ビルケナウ強制収容所所長ルドルフ・フェルディナント・ヘスとはガス殺の競合関係であったといい、ヴィルトはヘスを「自分の無能な生徒」と称したという。
またヴィルトは鞭で殴りつけるのが好きなサディストであったが、その対象は囚人のみならず部下である看守に対しても及んだという。
1943年、上司のグロボクニクがイタリアのトリエステへパルチザン狩りの任務へ送られるとヴィルトもグロボクニクに同行したが、1944年5月、リエカにおいてクロアチア人パルチザンにより殺害された。